# آلبارئال د تاخو
آلبارئال د تاخو (به اسپانیایی: Albarreal de Tajo) یک شهرستان در اسپانیا است که در استان تولدو واقع شده‌است.

## خصوصیات
آلبارئال د تاخو ۴۲ کیلومترمربع مساحت و ۷۰۹ نفر جمعیت دارد و ۴۵۲ متر بالاتر از سطح دریا واقع شده‌است.